# Psilopilum ulei
Psilopilum ulei là một loài rêu trong họ Polytrichaceae. Loài này được Broth. ex Müll. Hal. mô tả khoa học đầu tiên năm 1898.